# Kawasaki Ki-32
Chiếc Kawasaki Ki-32 là một kiểu máy bay ném bom hạng nhẹ do Lục quân Đế quốc Nhật Bản sử dụng trong Thế Chiến II. Nó là kiểu máy bay một động cơ, hai chỗ ngồi, cánh đơn gắn giữa và bộ càng đáp cố định. Phe Đồng Minh đặt tên mã cho kiểu máy bay này là "Mary", trong khi tên chính thức của Lục quân Nhật là Máy bay Ném bom Hạng nhẹ một động cơ Lục quân Kiểu 98.

## Thiết kế và phát triển

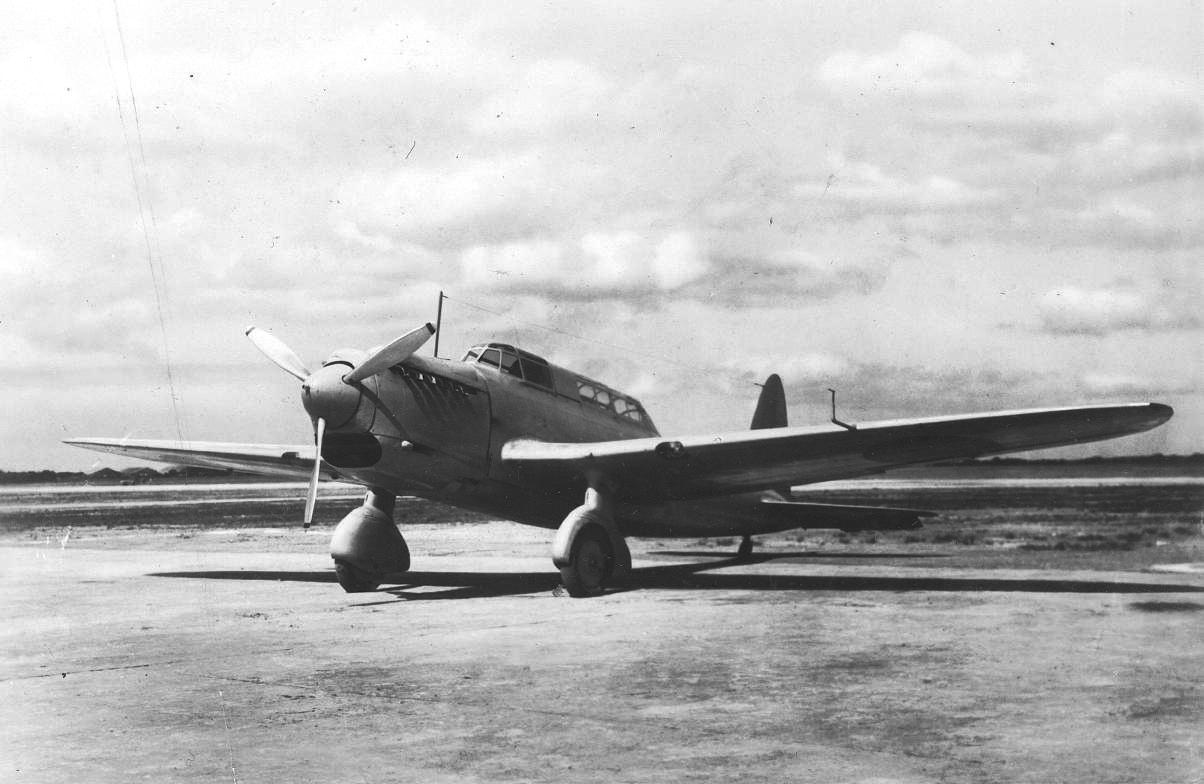
Ki-32 trước năm 1945

Việc thiết kế chiếc Ki-32 được Kawasaki bắt đầu từ tháng 5 năm 1936, cạnh tranh cùng Mitsubishi để sản xuất một chiếc máy bay ném bom hạng nhẹ nhằm thay thế chiếc Kawasaki Ki-3 đã lạc hậu. Chiếc nguyên mẫu bay lần đầu tiên vào tháng 3 năm 1937, và có thêm bảy chiếc nữa được sản xuất. Một số vấn đề nảy sinh, đặc biệt là việc làm mát động cơ và thời gian cần thiết để khắc phục lỗi kéo dài khiến thiết kế của hãng Mitsubishi, chiếc Ki-30, được chọn để sản xuất. Cho dù như thế, dưới áp lực cần có thêm nhiều máy bay trong Chiến tranh Trung-Nhật, vốn đã diễn ra trên diện rộng từ tháng 7 năm 1937, khiến phải đưa chiếc Ki-32 vào sản xuất hàng loạt 12 tháng sau đối thủ của mình.

## Lịch sử hoạt động
Chiếc Ki-32 được đưa vào sản xuất hàng loạt từ năm 1938 dưới tên gọi Máy bay Ném bom Hạng nhẹ một động cơ Lục quân Kiểu 98, và được đưa ra hoạt động ngoài mặt trận cùng Không lực Lục quân Đế quốc Nhật Bản đến tận năm 1942. Kawasaki đã sản xuất được 854 chiếc Ki-32 cho đến khi việc sản xuất kết thúc.
Kiểu máy bay này đã tham gia Chiến tranh Trung-Nhật, và hoạt động cuối cùng của nó là ném bom các vị trí đối phương trong cuộc tấn công Hồng Kông. Ki-32 cũng được cung cấp cho Không quân Mãn Châu Quốc để thay thế những chiếc máy bay ném bom hạng nhẹ Kawasaki Type 88/KDA-2 đã lạc hậu; và nó được lực lượng này sử dụng cho đến hết cuộc chiến.

## Các nước sử dụng
Nhật Bản
- Không lực Lục quân Đế quốc Nhật Bản

 Manchukuo
- Không quân Mãn Châu Quốc

## Đặc điểm kỹ thuật (Ki-32)
Tham khảo: The Concise Guide to Axis Aircraft of World War II 

### Đặc tính chung
- Đội bay: 02 người
- Chiều dài: 11,65 m (38 ft 3 in)
- Sải cánh: 15,0 m (49 ft 3 in)
- Chiều cao: 2,90 m (9 ft 6 in)
- Diện tích bề mặt cánh: 34,00 m² (365,98 ft²)
- Trọng lượng không tải: 2.350 kg (5.181 lb)
- Trọng lượng cất cánh tối đa: 3.760 kg (8.290 lb)
- Động cơ: 1 x động cơ Kawasaki Ha-9-IIb bố trí hình chữ V làm mát bằng chất lỏng, công suất 850 mã lực (634 kW)

### Đặc tính bay
- Tốc độ lớn nhất: 423 km/h (228 knot, 263 mph) ở độ cao 3.940 m (12.900 ft)
- Tốc độ bay đường trường: 300 km/h (162 knots, 186 mph)
- Tầm bay tối đa: 1.965 km (1.060 nm, 1.220 mi)
- Trần bay: 8.920 m (29.265 ft)

### Vũ khí
- 2 x súng máy 7,7 mm (0,303 in)
- 450 kg (990 lb) bom

## Nội dung liên quan

### Máy bay tương tự
- Fairey Battle
- Mitsubishi Ki-30

### Danh sách liên quan
- Danh sách máy bay chiến đấu
- Danh sách máy bay quân sự Nhật Bản
- Danh sách máy bay quân sự giữa hai cuộc chiến tranh thế giới
- Danh sách máy bay trong Chiến tranh Thế giới II
- Danh sách máy bay ném bom